# Narodowy Komitet Wyborczy Wyborców
Narodowy Komitet Wyborczy Wyborców (NKWW) – centroprawicowy komitet wyborczy, powołany 8 lutego 2004 w Warszawie przez kilkuset polityków i samorządowców (głównie z byłej Akcji Wyborczej Solidarność) pod przewodnictwem byłego marszałka Sejmu Macieja Płażyńskiego. NKWW powstał w celu wprowadzenia swoich działaczy do Parlamentu Europejskiego w wyborach przeprowadzonych 13 czerwca 2004. NKWW wystawił w tych wyborach 109 kandydatów (na 130 możliwych zgłoszeń).
Liderami okręgowych list Narodowego Komitetu Wyborczego Wyborców byli:
- Gdańsk – Marcin Pliński,
- Bydgoszcz – Maria Śliwińska,
- Olsztyn, Białystok – Gniewomir Rokosz-Kuczyński,
- Warszawa I – Bohdan Cywiński,
- Warszawa II – Jan Rejczak,
- Łódź – Wojciech Łaszkiewicz,
- Poznań – Marek Waszkowiak,
- Lublin – Józef Bergier,
- Rzeszów – Andrzej Tadeusz Mazurkiewicz,
- Kraków, Kielce – Józef Lassota,
- Katowice – Janusz Frąckowiak,
- Wrocław, Opole – Jan Waszkiewicz,
- Gorzów Wielkopolski, Szczecin – Wojciech Stanisław Żebrowski[1].

Narodowy Komitet Wyborczy Wyborców otrzymał 94 867 głosów, tj. 1,56% poparcia. Tak słaby wynik był rezultatem rozbicia środowisk byłej AWS na listę NKWW oraz listę partii Inicjatywa dla Polski (łącznie osiągnęły one wynik 3,01%), a także efektem startu w wyborach do PE wielu polityków z tych kręgów z list PO i PiS. Po ogłoszeniu wyników Maciej Płażyński zrezygnował ze swojego pomysłu stworzenia na bazie komitetu nowej partii politycznej, a członkowie NKWW w większości zasilili istniejące partie centroprawicowe.